# Kunstverein Paderborn
Der Kunstverein Paderborn e. V. wurde 1968 gegründet mit dem Anliegen der Förderung  zeitgenössischer Kunst.

## Zielsetzung und Aktivitäten
Der Verein verfolgt das Anliegen, junge Kunst – Malerei, Grafik, Plastik, Architektur, Objektkunst, Fotografie und neue Medien – zu zeigen und zu fördern sowie in der Öffentlichkeit das kritische Verständnis für diese zeitgenössische Kultur zu entwickeln. Daher widmet sich das Programm des Kunstvereins insbesondere aktuellen Kunsttendenzen, die im Anschluss an oder in Abgrenzung gegen die bestehende Kunstgeschichte neue Wege der Kunstentwicklung beschreiten.
Im Rahmen von Ausstellungen und verschiedenen anderen Formen von Veranstaltungen werden Kunstschaffende vorgestellt, die mit ihrer Arbeit bestehende Traditionen neu bewerten, interpretieren und so weiterentwickeln oder neue Richtungen einschlagen, innovative Strömungen begründen, prägen oder in qualitativ hochwertiger Weise verfolgen.
Der Kunstverein präsentiert jährlich ca. sechs Ausstellungen zeitgenössischer Kunst. Begleitet werden diese von Führungen und Katalogen. Während der Ausstellungen finden außerdem weitere Veranstaltungen wie u. a. Lesungen, Konzerte und Gesprächsrunden statt.
Außerdem engagiert sich der Verein jährlich bei der Aktion „Offene Ateliers“ von Paderborner Künstlern und bietet hierfür ein Ausstellungsforum.
Alle zwei Jahre im Wechsel verleiht der Kunstverein in Zusammenarbeit mit der Universität Paderborn den Dr.-Käthe-Sander-Wietfeld-Förderpreis an Kunststudenten, sowie in  Zusammenarbeit mit der Sparkasse Paderborn einen Preis an Künstler, die das Bild Paderborns maßgeblich prägen und repräsentieren.

## Geschichte
Zur Zeit der Gründung im Jahr 1968 hatte der Verein zunächst innerhalb der Räumlichkeiten der Volksbank Paderborn einen Ausstellungsbereich und übersiedelte schon sehr bald in das Adam-und-Eva-Haus. Die nächste Station war dann die Städtische Galerie, in deren Räumen der Kunstverein seine Ausstellungen präsentieren konnte. 2015 mussten der Kunstverein und die Städtische Galerie die Räume für das Stadtmuseum Paderborn freigeben. 2016 bezog der Verein Räume in der Westernstraße 7 zur Zwischennutzung bis Anfang 2020. Im März 2020 hat der Verein neue Ausstellungsräume am Kamp 13 bezogen.